# Холопайнен, Туомас
Ту́омас Лаури Йоханнес Холопайнен (Tuomas Lauri Johannes Holopainen; 25 декабря 1976 года, Китеэ, Финляндия) — финский рок-музыкант, клавишник, лидер и основатель симфоник-метал-группы Nightwish. Автор большинства песен группы — как музыки, так и текстов. Помимо Nightwish, имеет отношение к творчеству следующих групп: For My Pain…, Dismal Silence, Furthest Shore, Kotiteollisuus, Nattvindens Gråt, Sethian, Timo Rautiainen & Trio Niskalaukaus, Darkwoods My Betrothed, Auri.

## Биография
Туомас Холопайнен родился 25 декабря 1976 года в Китеэ (Финляндия) в семье предпринимателя Пентти Холопайнена и учительницы музыки Кирсти Нортиа-Холопайнен. У него есть старшая сестра Сюзанна, хирург-уролог, и старший брат Петри, ассистент врача. Тяга к музыке у Туомаса проявилась в начальной школе, и в семь лет он стал учиться игре на пианино. Позже он учился играть на кларнете, саксофоне и одиннадцать лет изучал музыкальную теорию.
К своей первой группе Dismal Silence Холопайнен присоединился в 1993. Он играл в нескольких группах, исполнил клавишные партии в трёх альбомах блэк-метал-группы Darkwoods My Betrothed и играл с Nattvindens Gråt и Sethian.
Среди своих увлечений Холопайнен называет музыку, путешествия и рыбалку, мультфильмы компании Уолта Диснея, НХЛ, кино и книги. Его любимая книга — «Властелин колец» Толкина, он также любит книги Нила Геймана и фильмы Тима Бёртона.
В 2006 Холопайнен заявил, что он «не религиозный, но открытый и мыслящий человек». Он считает, «что плоха не религия, а её интерпретация людьми». В 2007 Туомас сказал, что верит в Бога, но относится к нему с юмором.
Холопайнен также рассказал, что за зиму 2005/2006 он посмотрел фильм «Таинственный лес» 10 раз за неделю, по 2—3 раза в день. Он говорит, что в этом фильме «эскапизм представлен в лучшем виде». Холопайнен считает себя эскапистом, и написал об этом одноименную песню. Джеймс Ньютон Ховард — автор саундтрека к фильму, является одним из любимых композиторов Туомаса.
Женат на финской певице Йоханне Куркеле.

## Музыкальная карьера

### Создание Nightwish и For My Pain…
В 1996 году Туомас решает создать свою собственную группу, для которой он будет писать песни и играть на синтезаторе. Известно, что идея создания акустического проекта пришла к нему, когда он с друзьями сидел в лесу у костра. В то время его вдохновляли такие группы, как The 3rd and the Mortal, Theatre of Tragedy.
Так появилась группа Nightwish, в составе которой вошли Эрно Вуоринен (гитара), Тарья Турунен (вокал) и сам Холопайнен. В качестве демо в декабре 1996 года группа записала 3 песни: «Nightwish», «The Forever Moments» и «Etiäinen». Через некоторое время было решено, что Nightwish должны исполнять музыку в стиле хеви-метал.
Первый альбом Nightwish, Angels Fall First, вышел в 1997-м. За ним в 1998-м последовал альбом Oceanborn, написанный Туомасом под впечатлением от творчества группы Stratovarius.
В 1999-м Холопайнен и участники групп Charon, Eternal Tears of Sorrow, Reflexion и Embraze создали группу For My Pain…. Но так как участники были заняты своими коллективами, деятельность группы была отложена.
В 2000-м Nightwish выпустили третий альбом Wishmaster, который продавался намного лучше предыдущих. В 2001-м For My Pain… решили выпустить дебютный альбом.

### Работа с оркестром, мировой тур
В 2002-м вышел 4-й альбом, Century Child, в записи которого участвовал бас-гитарист и вокалист Марко Хиетала, занявший место уволенного Сами Вянскя. В записи этого альбома принимали участие оркестры из Финляндии и Англии, что привело к изменению звучания, расширению границ в творчестве Холопайнена и дало возможность использовать новые инструменты.
В 2003-м For My Pain выпустили дебютный альбом Fallen. В то же время Туомас поработал с финским метал-коллективом Kotiteollisuus, сыграв в альбоме Helvetistä Itään.
Выпущенный в 2004-м 5-й альбом Once возглавил многие хит-парады, синглы «Nemo» и «Wish I Had an Angel» были сыграны на MTV. Группа начала свой самый большой тур, Once World Tour, впервые побывав в Японии и некоторых других странах. После финального концерта в октябре 2005-го в Hartwall Areena (который в 2006-м вышел на DVD End of an Era), группа вручила вокалистке Тарье Турунен письмо, в котором говорилось, что они больше не могут работать вместе.

### Сторонние проекты иDark Passion Play
В 2006-м Холопайнен прошёл через тёмный период своей жизни, наполненный тревогой и депрессиями, и усугубляющийся постоянными слухами о нём и о группе в таблоидах. Эти переживания вдохновили его на написание самого тёмного альбома за всю историю группы, Dark Passion Play. В это же время Туомас принял участие в записи альбома Тимо Раутиайнена Sarvivuori.
В 2007-м Холопайнен и Марко Хиетала написали песню «While Your Lips Are Still Red» к финскому фильму Lieksa!, которая стала первой песней, написанной Туомасом специально для фильма. Туомас часто упоминал о том, что написать саундтрек к фильму — его самое грандиозное желание. В этот же период времени Туомас сыграл на клавишах для проекта Kylähullut (альбом Lisää Persettä Rättipäille). Он также принял участие в записи и второго их альбома Peräaukko Sivistyksessä, и в этих альбомах можно также услышать и его голос.
В 2007-м было объявлено имя новой вокалистки Nightwish, ею стала шведская певица Анетт Ользон, исполнившая вокальные партии в альбоме Dark Passion Play.
В 2008-м стало известно, что Туомас стал продюсером финской поп-рок-группы Indica.

### Imaginaerumи сольный альбом
2 декабря 2011 года вышел Imaginaerum, седьмой по счёту альбом группы.
В 2013 году Туомас заявил о желании закончить давно вынашиваемый концептуальный проект под названием The Life and Times of Scrooge по одноименному «утиному» комиксу Дона Розы. Для поиска вдохновения он даже уехал на несколько недель в Диснейленд. Альбом вышел в 2014 году.

### Endless Forms Most Beautiful
Альбом Nightwish Endless Forms Most Beautiful, увидевший свет в марте 2015 года, написан Холопайненом под впечатлением от научных трудов Чарльза Дарвина, Ричарда Докинза, а также творчества поэта Уолта Уитмена. Композиция «Sagan», вышедшая в составе сингла «Élan», посвящена астроному Карлу Сагану.

### Auri
В июне 2017 года был анонсирован новый музыкальный проект с участием Туомаса Холопайнена, Троя Донокли и Йоханны Куркелы, получивший название Auri. Дебютный — одноимённый группе — альбом вышел весной 2018 года на лейбле Nuclear Blast.
Второй альбом проекта получил название Auri II: Those We Don’t Speak Of. Его выход запланирован на 3 сентября 2021 года.

### Darkwoods My Betrothed
В 2020 году Туомас вместе с барабанщиком Nightwish Каем Хахто вошёл в новый состав возобновившей музыкальную деятельность блэк-метал группы Darkwoods My Betrothed.

## Музыка

### Написание музыки
Музыка Nightwish вдохновила многих. Например Симона Симонс, вокалистка Epica, начала свою карьеру под впечатлением от творчества группы. А первая вокалистка Visions of Atlantis Николь Богнер говорила, что группа оказала на неё большое влияние.
Вокалист финской пауэр-метал-группы Sonata Arctica Тони Какко, исполнивший на концерте песню «Beauty and the Beast» с Тарьей Турунен, не раз отмечал, что группа оказала на него огромное влияние.

### Пение
В начале деятельности Nightwish Холопайнен исполнил партии мужского вокала в первом альбоме Angels Fall First. В своём профиле на сайте Nightwish.com Холопайнен отмечает, что его самым странным опытом на сцене было пение перед 20 000 человек и его самый страшный ночной кошмар — петь снова.

## Дискография

### СDarkwoods My Betrothed
- Heirs of the Northstar (1995)
- Autumn Roars Thunder (1996)
- Witch-Hunts (1998)
- Angel of Carnage Unleashed (2021)

### С Nattvindens Gråt
- Där Svanar Flyger (1995)
- A Bard’s Tale (1995)
- Chaos Without Theory (1997)

### С Nightwish
- Angels Fall First (1997)
- Oceanborn (1998)
- Wishmaster (2000)
- Century Child (2002)
- Once (2004)
- Dark Passion Play (2007)
- Imaginaerum (2011)
- Endless Forms Most Beautiful (2015)
- Human. :II: Nature. (2020)
- Yesterwynde (2024)

### Сольная карьера
- The Life and Times of Scrooge (2014)

### С Auri
- Auri (2018)
- Auri II: Those We Don’t Speak Of (2021)[8]

### Прочие проекты
- Chronicles of Hethenesse- Book 1 the Shadow Descends (1999), Furthest Shore
- Fallen (2003), For My Pain…
- Sarvivuori (2006), Timo Rautiainen

### Как сессионный музыкант
- Chamelion (1995), Пламен Димов[10]
- Helvetistä itään (2003), Kotiteollisuus
- Into the Silence  (2003), Sethian
- Sufferion — Hamartia of Prudence (2003), Silentium
- Kylmä tila (2004), Timo Rautianen & Trio Niskalaukaus
- Lisää persettä rättipäille (2007), Kylähullut
- Peräaukko sivistyksessä (2007), Kylähullut
- Why So Lonely? (2014), Kari Rueslåtten

## Оборудование
Синтезаторы
- Korg N364
- Korg Triton
- Korg KARMA
- Korg OASYS (только для работы в студии)
- Korg TRINITY
- Korg TR61
- Korg Kronos